# Bibi Ayesha
Bibi Ayesha ( en darí: بی‌بی عایشه‎   ) ( Gavi, provincia de Baglán) es una mujer líder militar y la única guerrera conocida en Afganistán.Su base está ubicada en la región del valle de Nahrin de la provincia de Baglán. Controla una fuerza de 50 a 150 hombres. Apodada Kaftar ( en darí: قوماندان کفتر‎, "La paloma ") ha estado en el campo de batalla desde que era adolescente y operó durante al menos dos décadas. Es conocida por sus batallas luchando contra las tropas soviéticas y luego contra la milicia talibán como parte de Jamiat-e Islami.

## Biografía
Fue hija de Haji Daurat que tenía siete esposas y diez hijos con su segunda esposa, Bibi Aisha era la más querida. Llevaba un arma desde la edad de 14 años, el mismo año en que se casó con el empresario Shad Muhammad, que murió de una enfermedad desconocida, con el que tuvo 7 hijos, cuando los niños crecían se unían al equipo de Bibi Aisha convirtiéndose en su mano derecha. Dos hijos de Bibi Aisha murieron en una batalla con los talibanes.En 1979 durante la invasión soviética de Afganistán comandos soviéticos asesinaron a su hijo en el valle donde vivía Bibi Aisha. Recurrió al movimiento yihadista, organizó una unidad de milicias que custodiaba el valle para luchar contra los soviéticos y unió fuerzas con el líder de la Alianza del Norte, Ahmad Shah Masud, cuya reputación se vio erosionada por la matanza de comandos soviéticos, sus compañeros de equipo la llamaban "Kavtar" y fue la única mujer comandante en la guerra de Afganistán contra la Unión Soviética. En la década de 1990, cuando los talibanes arrasaron la mayor parte de Afganistán, tomó las armas para luchar, e incluso logró repelerlos, y lanzó años de sangrientas disputas y vendettas con otros grupos armados Hasta que Estados Unidos entró en Afganistán en 2001 para luchar contra el régimen talibán, el noreste estaba gobernado por un grupo de caudillos locales como Bibi Aisha. Las Naciones Unidas lanzaron entonces un programa llamado "Disolución de Grupos Armados Ilegales" (DIAG). Bibi Aisha fue relevada del mando militar a principios de 2004, pero también es una líder local muy conocida que trabaja para proteger la ciudad de Nahrin y mediar en las disputas entre los residentes.
Para 2006, el programa DIAG había desarmado a unos 60.000 militantes. El gobierno afgano se enfrentó entonces a un segundo problema: el desempleo de los combatientes. Las Naciones Unidas han invertido en varios programas en Afganistán, incluidos cursos de negocios para excombatientes, centrados en las habilidades laborales. Sin embargo, la mayoría de las luchadoras, como Bibi Aisha, no querían ser desarmadas.
Después de que los estadounidenses se fueran en 2004, los talibanes comenzaron a activarse gradualmente y la situación de seguridad en Afganistán se deterioró en los años siguientes. Cuando el presidente afgano, Ashraf Ghani , asumió el cargo a finales de 2014, trató activamente de disolver todas las milicias, lo que provocó el descontento con los grupos armados locales y la negativa a luchar contra los talibanes, lo que abrió el camino para que los insurgentes entraran en la ciudad de Kunduz . Bibi Aisha dijo en una entrevista el mismo año que lamentaba haber dejado su viejo rifle británico Lee-Enfield.
Los talibanes, que prohibieron a las mujeres la educación y el trabajo cuando llegaron al poder en la década de 1990, dijeron que su equipo negociador en las conversaciones de paz con Afganistán trabajaría para defender los derechos de las mujeres dentro de un marco islámico. En una entrevista de 2015 con Afghan Radio Free, Bibi Aisha expresó su oposición a las conversaciones de paz del gobierno afgano con los talibanes. "No creo que los talibanes cambien de opinión, y no creo que se pueda resolver a través de negociaciones”, dijo a Free Afganistán Radio. Señalando las armas Ak-47 de fabricación rusa, dijo: "La solución a esta guerra es solo por Alá, o por este hermoso rifle automático Kaláshnikov en mi mano."
El 18 de octubre de 2020, las fuerzas de Bibi Aisha fueron atacadas por 120 militantes talibanes. Uno de sus parientes cercanos, Qazi Hawas Khan, acusó a los talibanes de atacar algunas posiciones en Nahrin en las últimas horas, matando al menos a dos hombres. Khan advirtió que los combatientes de algunos comandantes, respaldados por las fuerzas de seguridad afganas, no tenían más remedio que desertar y unirse a los insurgentes. Tras el ataque, los talibanes anunciaron que Bibi Aisha y sus seguidores se habían unido a los talibanes. Funcionarios locales en la provincia local de Baglán y sus familiares confirmaron su rendición, diciendo que su valle estaba rodeado por otras milicias vecinas y los talibanes, y que rendirse era una cuestión de supervivencia cuando no había otra opción. Uno de los hijos de Bibi Aisha, Raz Mohammad, afirmó que no se rindieron sino una tregua. En una entrevista con los periodistas, Bibi Aisha, que tiene casi 70 años, cree que todavía puede jugar una ventaja en la guerra contra los talibanes a lo largo de su vida. También descartó la idea de que las mujeres deberían ser excluidas de los roles militares en Afganistán, diciendo: "Si tienes el corazón de un guerrero, no importa si eres hombre o mujer". Su única concesión a las costumbres sociales afganas fue que insistió en que un pariente varón mahram la acompañara a luchar de acuerdo con las costumbres afganas tradicionales.